# Jozef Skákala
Jozef Skákala (28.8.1928, Bratislava - 12.12.2016, Bratislava) byl slovenský metrolog. Zasloužil se o založení Československého metrologického ústavu (ČSMÚ) v Bratislavě roku 1968. V letech 1980-1996 byl členem CIPM.